# Рудник Голден-Гроув
Рудник Голден-Гроув — гірничодобувний майданчик на заході Австралії, що здійснює розробку поліметалічного (в першу чергу мідно-цинкового) родовища.
Два основні поклади родовища Голден-Гроув — Госсан-Гілл та Скадлз (Scuddles) — виявили в 1971 та 1979 році відповідно. Розробка почалась в 1989 році зі Скадлз. Пробні роботи на Госсан-Гілл стартували в 1994-му, а в 1997-му цей поклад вивели на повну потужність.
Доступ до виробіток Скадлз організували за допомогою транспортного ухилу та шахтного стовбура, при цьому станом на 2003 рік глибина рудника на Скалдз досягнула 1000 метрів. На Госсан-Гілл використовують транспортний ухил, а глибина розробки станом на 2011 рік становила 1020 метрів (при цьому на Госсан-Гілл рудну мінералізацію простежили на глибину не менше 2 кілометрів). Між 2012 та 2014 роках верхню частину Госсан-Гілл відпрацювали за допомогою невеликого кар'єру, що мав вилучити 3 млн тонн руди (з якої очікували отримати 59 тисяч тонн міді).
У 2009-му роботи на Скадлз призупинили, проте вже у 2011-му відновили.
Руда надходить на належну до копальні збагачувальну фабрику річною потужністю 1,7 млн тонн, розміщену біля Скадлз (тому між Госсан-Гілл та фабрикою спорудили 3-кілометрову конвеєрну систему). Фабрика випускає мідний та цинковий концентрати (з останнім асоціюється срібло). Вивозять продукцію через порт Джералдтон.
У 2001—2002 році сукупне виробництво копальні становило 112 тисяч тонн цинку, 42 тисячі тонн міді, 10 тисяч тонн свинцю, а також 0,5 тонни золота та 58 тонн срібла. Наприкінці десятиліття обсяги виробництва істотно зросли і лише за 2008 рік Голден-Гроув видала 140 тисяч тонн цинку, 18 тисяч тонн міді, 13 тисяч тонн свинцю, а також 1,5 тонни золота та 98 тонн срібла. У 2011-му отримали 71 тисячі тонн цинку та 22 тисячі тонн міді. В 2013-му показники по цинку були ще меншими — лише 24 тисячі тонн, тоді як міді на тлі короткочасної відкритої розробки кар'єру Госсан-Гілл видали 34 тисячі тонн.
У 2022-му видобули 1,52 млн тонн руди, а залишкові запаси оцінювались у 15,1 млн тонн. Також відомо, що за 2021—2023 роки сукупно виробили 157 тисяч тонн цинку, 51 тисячу тонн міді, 6 тисяч тонн свинцю, а також 2,4 тонни золота та 112 тонн срібла.
Розробку почала компанія Australian Consolidated Minerals Pty Ltd, а з 1991-го рудник перейшов до Normandy Poseidon Ltd, яку в 2002-му придбала Newmont Australia Ltd. У 2005-му Голден-Гроув продали компанії Oxiana Limited, що в 2008-му унаслідок злиття з Zinifex перетворилась на OZ Minerals. Втім, вже у 2009-му більшість рудників OZ Minerals (і серед них Голден-Гроув) продали компанії China Minmetals Corporation (CMC), що створила з покупки компанію Minerals and Metals Group (MMG). У 2017-му Голден-Гроув придбала компанія EMR Capital, а в 2021-му контроль над нею перейшов до 29Metals Limited.